# Acer palmatum
L'acero palmato (Acer palmatum Thunb., 1784), o momiji, è un arbusto appartenente alla famiglia delle Sapindacee, originario dell'estremo oriente (Giappone e Corea).
Insieme ad A. japonicum, A. shirasawanum, A. sieboldianum e A. pseudosieboldianum viene comunemente chiamato acero giapponese. Anche A. circinatum viene fatto comunemente rientrare nel gruppo degli aceri giapponesi, pur essendo originario degli Stati Uniti occidentali.

## Descrizione

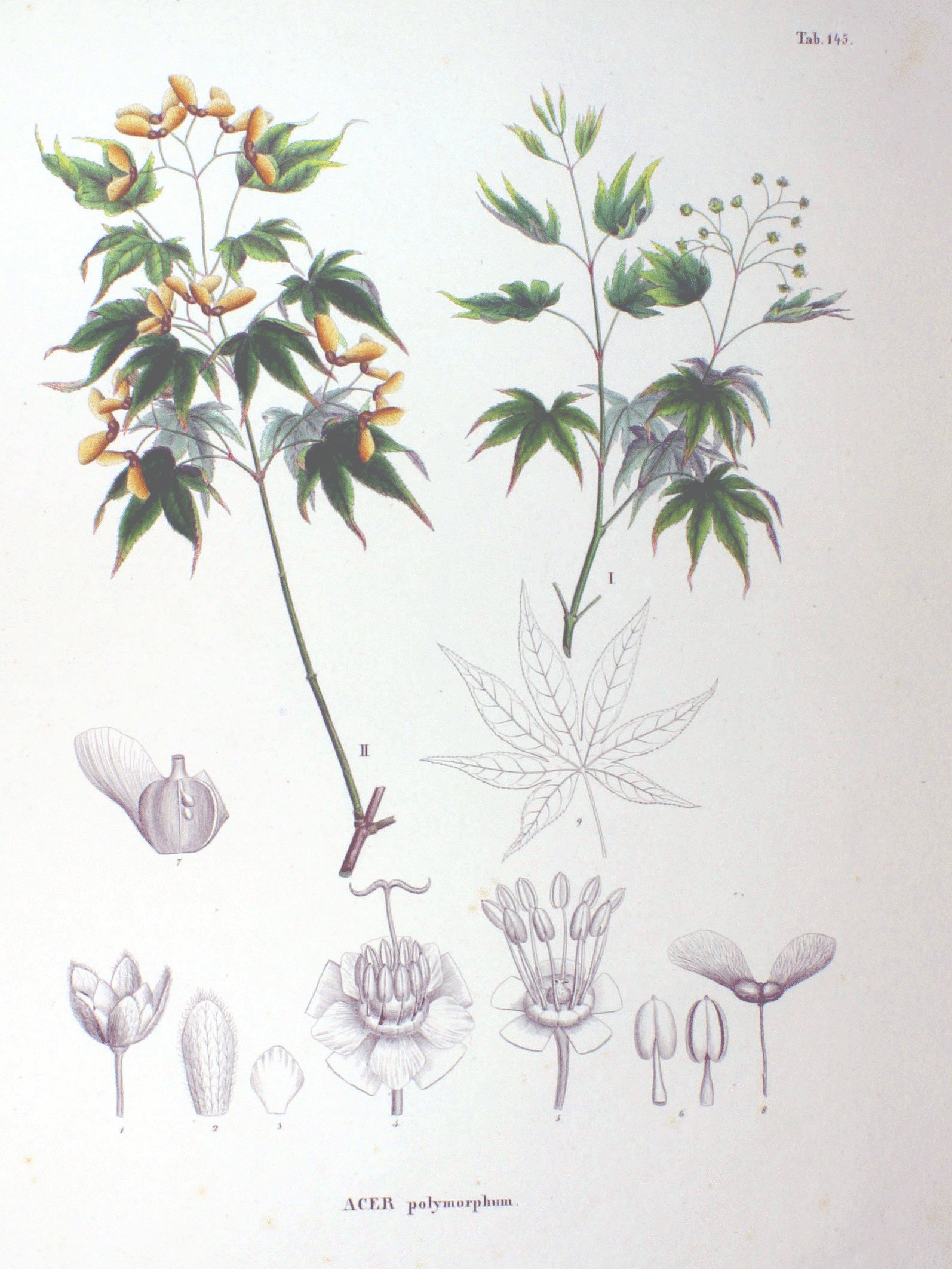
Tavola botanica di Von Siebold 1870

A. palmatum è una pianta decidua, cresce come arbusto o piccolo albero e può raggiungere i 6-10 metri di altezza, in alcuni casi può arrivare fino a 16 metri. Da giovane ha un portamento a piramide rovesciata, negli esemplari adulti assume una forma a cupola.
Le foglie sono caduche, opposte, palmato-lobate con 5-7 o 9 lobi, profondamente incise. Le dimensioni del lembo, di norma, sono di 3,5-6 cm di lunghezza e 3-7 di larghezza.
I fiori sono unisessuali o ermafroditi, riuniti in infiorescenze a corimbo, poco evidenti (5–6 mm di diametro); fioriscono nel periodo di marzo-aprile prima della ripresa vegetativa. Il fiore è composto da 5 sepali color porpora, giallo o verde e da 5 petali.
I frutti sono disamare molto divergenti e lungamente peduncolate, della dimensione di 1,5–2 cm ogni samara; maturano nella tarda estate. Il seme, grande 5–8 mm, necessita di stratificazione per germogliare.

## Tassonomia

### Sottospecie
Sono note le seguenti sottospecie:
- Acer palmatum subsp. palmatum
- Acer palmatum subsp. amoenum (Carrière) H.Hara
- Acer palmatum subsp. matsumurae Koidz.

### Cultivar

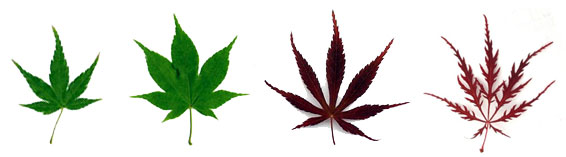
Esempi di foglie varie cultivar di Acer palmatum

La facilità con cui si differenzia spontaneamente in forme differenti ha favorito nel tempo il lavoro dei selezionatori e degli ibridatori (in particolare giapponesi) e la conseguente nascita di centinaia di cultivar differenti: 
- A. p. 'Atropurpureum': dalle foglie porpora che virano al viola in autunno
- A. p. 'Beni Kagami': dalle foglie rosse
- A. p. 'Dissectum': dalle foglie profondamente incise, verdi in estate, giallo carico in autunno
- A. p. 'Dissectum Atropurpureum Crimson King':dalle foglie che virano dal rosa primaverile, al verde chiaro, al rosso scuro in autunno

## Coltivazione
A. palmatum viene coltivato da secoli in Giappone per il suo portamento e la bellezza del fogliame, particolarmente evidente in autunno quando assume una vivace colorazione rossa. Ampiamente coltivato nei vivai dove si possono trovare numerosissime cultivar, riprodotte prevalentemente per talea. Molto apprezzato anche nella tecnica del bonsai, grazie alla grande adattabilità alla coltivazione in vaso.
Non ha esigenze particolari per quanto riguarda il tipo di terreno e l'altitudine (dai 100 ai 1300 metri s.l.m.), ma teme i ristagni idrici e le correnti eccessivamente fredde; per quanto riguarda l'esposizione bisogna tener conto del fatto che, pur amando esposizioni soleggiate, è consigliabile l'ombreggiamento nelle ore con eccessiva insolazione nei climi più caldi (in particolare per le varietà a foglia verde o variegata).
Non ama particolarmente le potature, in particolar modo quelle più severe, alle quali reagisce in modo stentato.